# Víctor Paz Estenssoro
Ángel Víctor Paz Estenssoro, bolivijski politik in štirikratni predsednik, * 2. oktober 1907, Tarija, Bolivija, † 7. junij 2001, Tarija.
Na predsedniških volitvah je kot kandidat sodeloval osemkrat (1947, 1951, 1960, 1964, 1978, 1979, 1980 in 1985), izvoljen pa je bil v letih 1951, 1960, 1964 in 1985.

## Ustanovitev MNR in zgodnje politično delovanje (1941-52)
Leta 1941 je skupaj z Hernánom Silesom in drugimi soustanovil gibanje Movimiento Nacionalista Revolucionario (kratica MNR, slovensko Revolucionarno nacionalistično gibanje), ob svojem začetku reformistično revolucionarno gibanje, kasneje pa sredinska stranka. Med letoma 1943 in 1946 je bil vpliven član kabineta polkovnika Gualberta Villarroela, a je zaradi pritiska Američanov moral zapustiti njegovo vlado. ZDA je bila večji del tega obdobja v vojni in je sumila, da so nekateri člani gibanja MNR pro-fašistično usmerjeni. Navkljub vsemu je leta 1947 na predsedniških volitvah Paz Estenssoro končal na tretjem mestu, leta 1951 pa presenetljivo zmagal, navkljub dejstvu, da so takrat volilno pravico imeli le privilegirani posamezniki. Omenjene volitve je kasneje enostransko razveljavila ultrakonzervativna vlada Mamerta Urriolagoitie, MNR pa se je preselila v ilegalo.

## Revolucija leta 1952
Aprila leta 1952 je MNR izvedla revolucijo in z oblasti izrinila vlado oligarhističnih konzervativcev, ki so državi vladali od samega začetka. 15. aprila 1952 se je Paz Estenssoro po šestih letih izgnanstva v Argentini vrnil v Bolivijo. »Narodna revolucija«, po splošnem mnenju eden najpomembnejših dogodkov v zgodovini Latinske Amerike, je ključni politični dogodek v Boliviji v 20. stoletju. Paz je postal prvi predsednik nove vlade in svoj štiriletni mandat služil med letoma 1952 in 1956.